# Eugène-Jules Eudes
Pour les articles homonymes, voir Eudes.
Eugène-Jules Eudes, plus connu sous le nom de Jules Eudes, (11 mai 1856 à Choisy-le-Roi - 26 janvier 1938 à Paris) était un aquarelliste français. Il signait ses œuvres JEUDES.

## Biographie
Son premier métier fut peintre décorateur sur porcelaine. 
Il devint peintre et son premier tableau fut exposé au Salon des artistes français de 1878. Il reçut le diplôme d’honneur à Turin en 1911 et une médaille d’argent pour un tableau exposé à Saint-Pétersbourg en 1914.
Il devint ensuite illustrateur d'ouvrages aux Éditions Paul Lechevalier et en particulier des livres du botaniste André Guillaumin (dans l’Encyclopédie pratique du naturaliste, tomes XV (1929), XVI (1930), XVII (1931) & XXIX (1936))
Il collabora à la Revue Horticole, de 1914 à 1938, où il peignit 121 planches d'aquarelles.

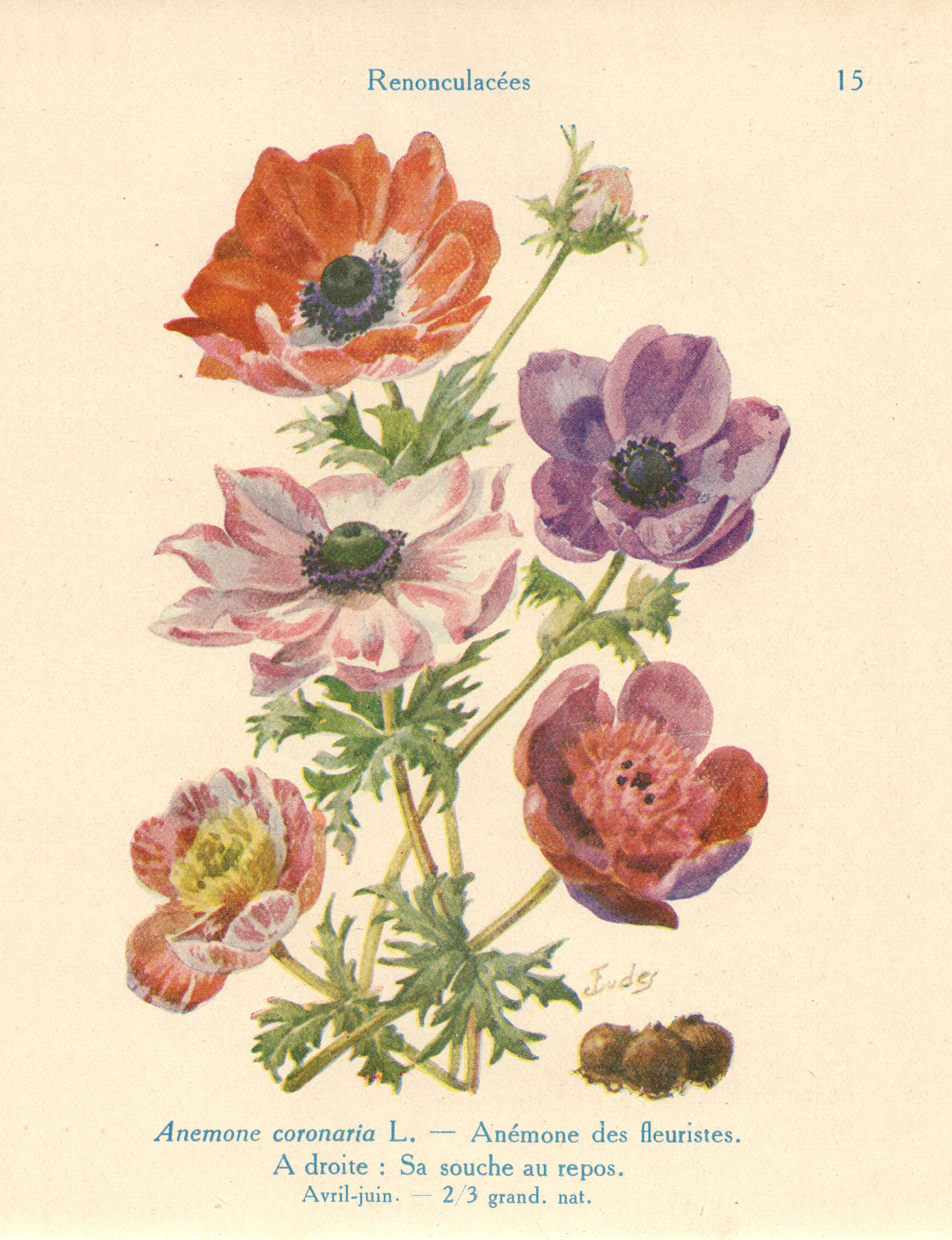
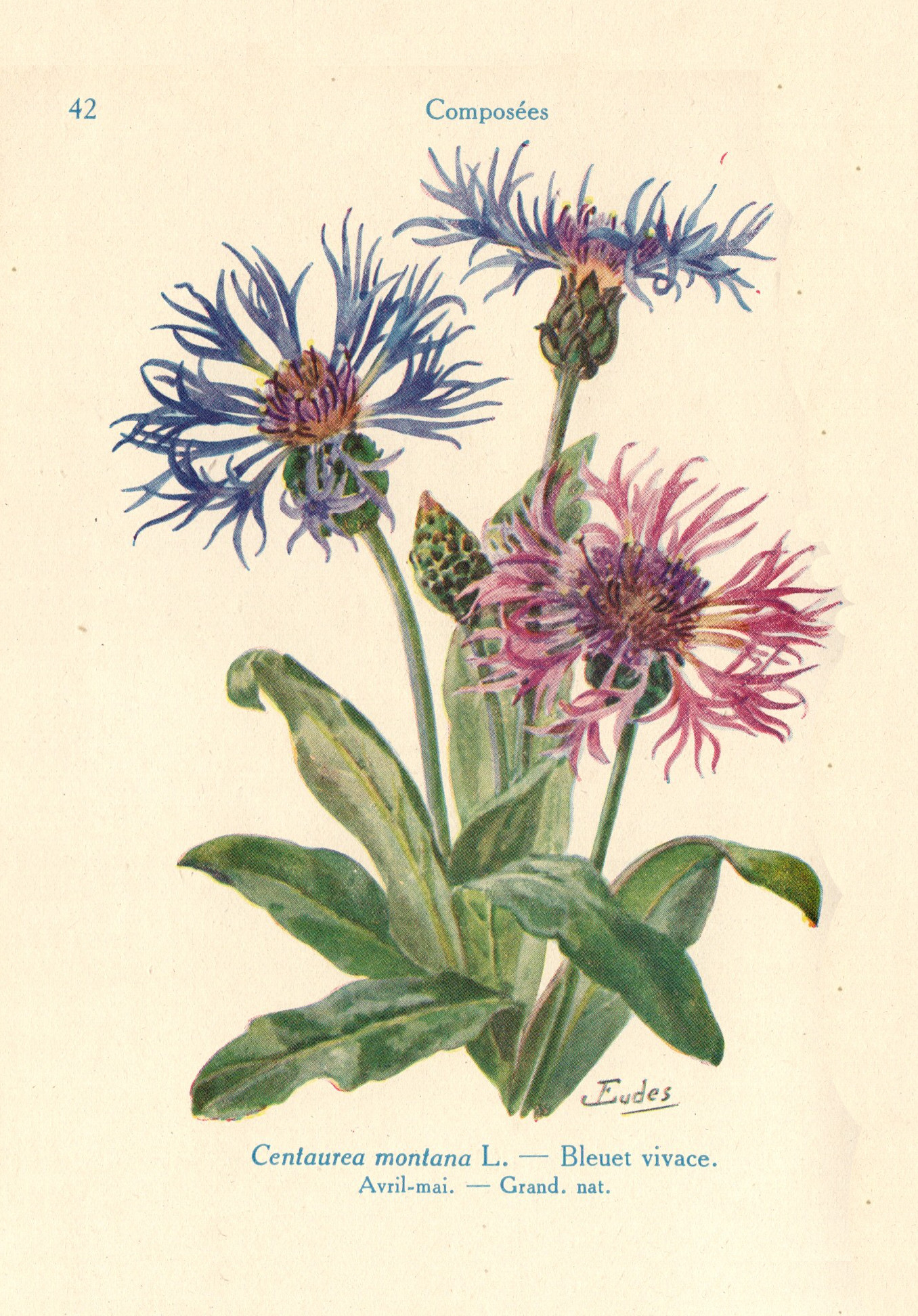
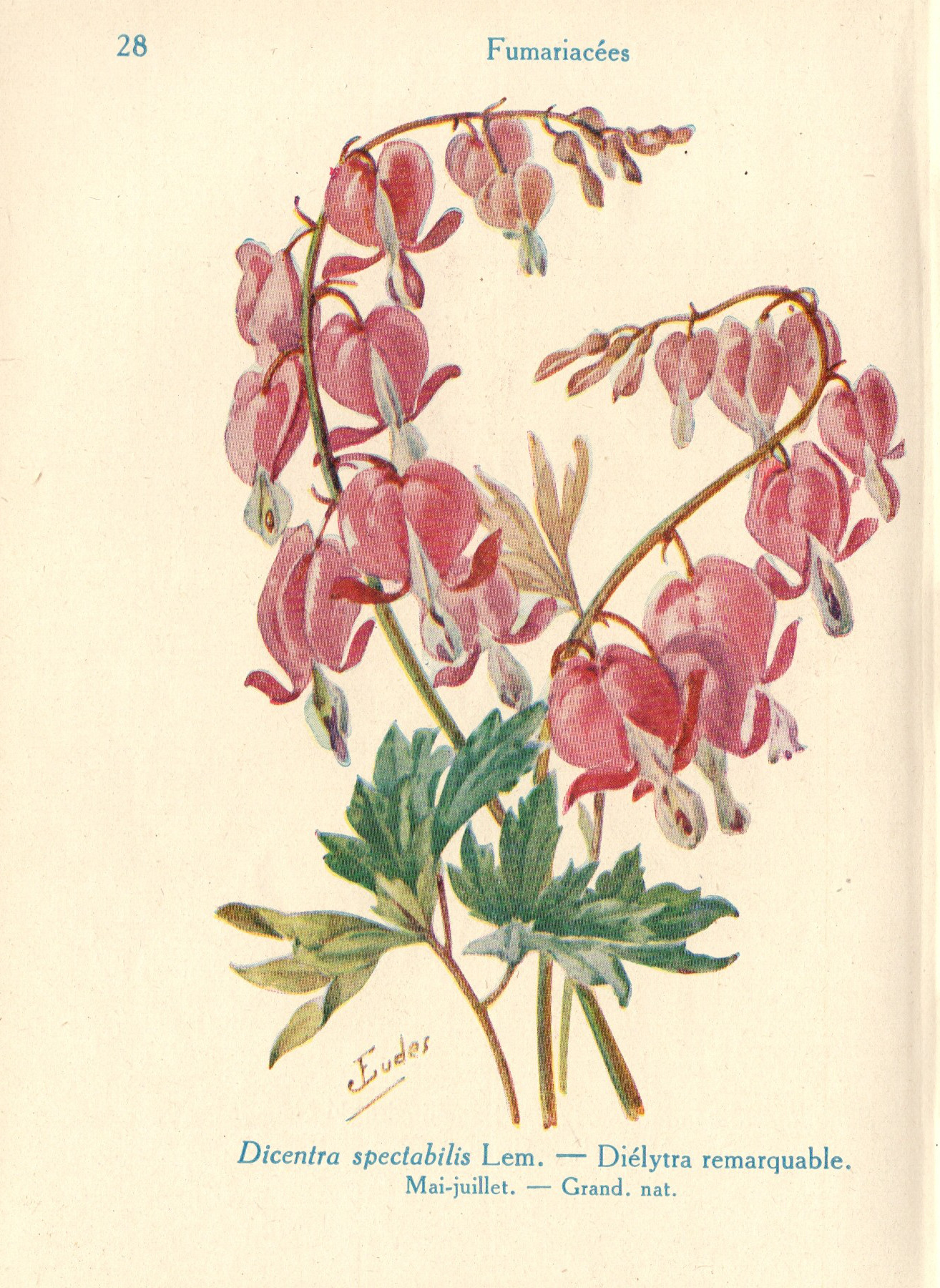
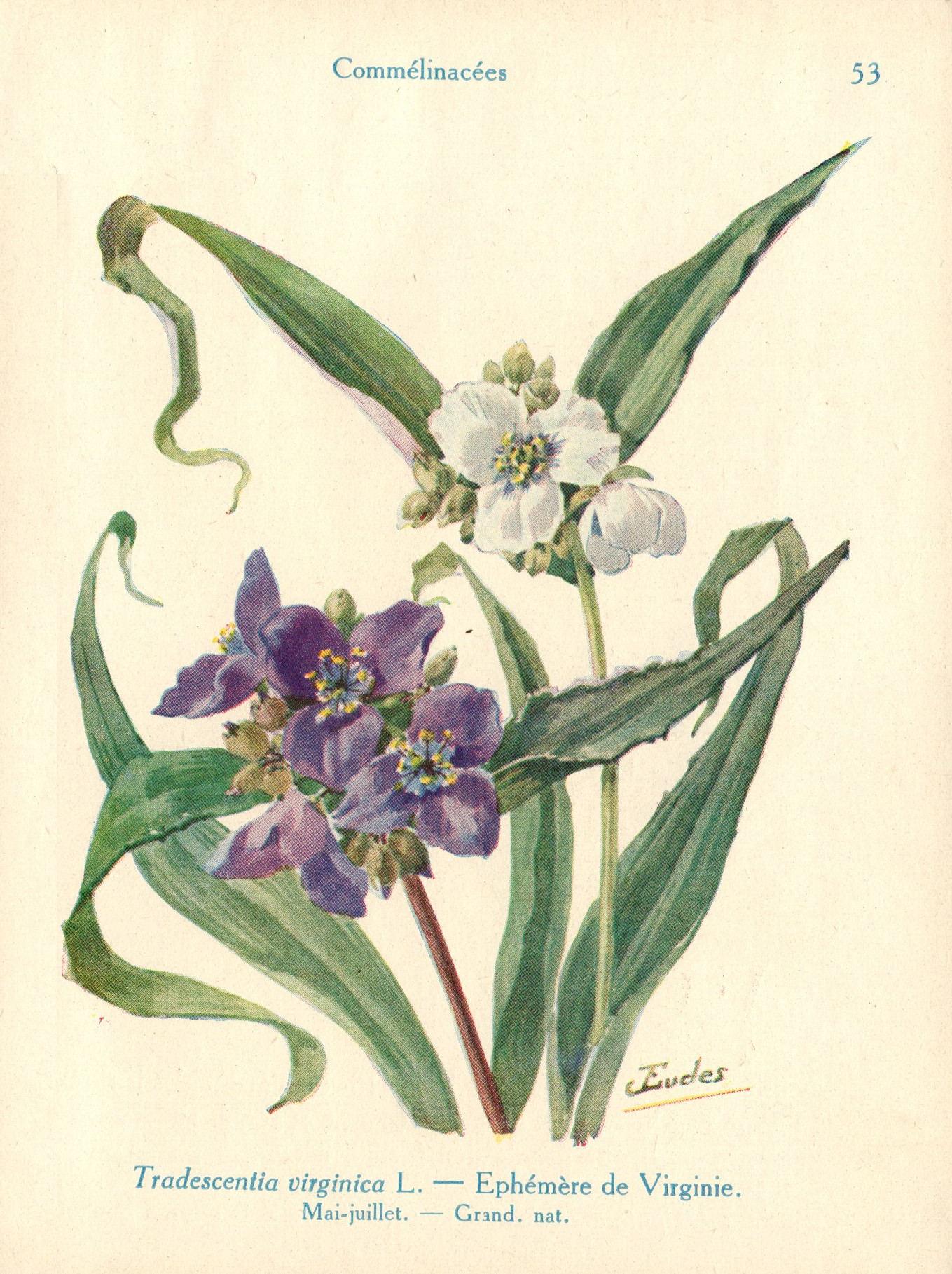
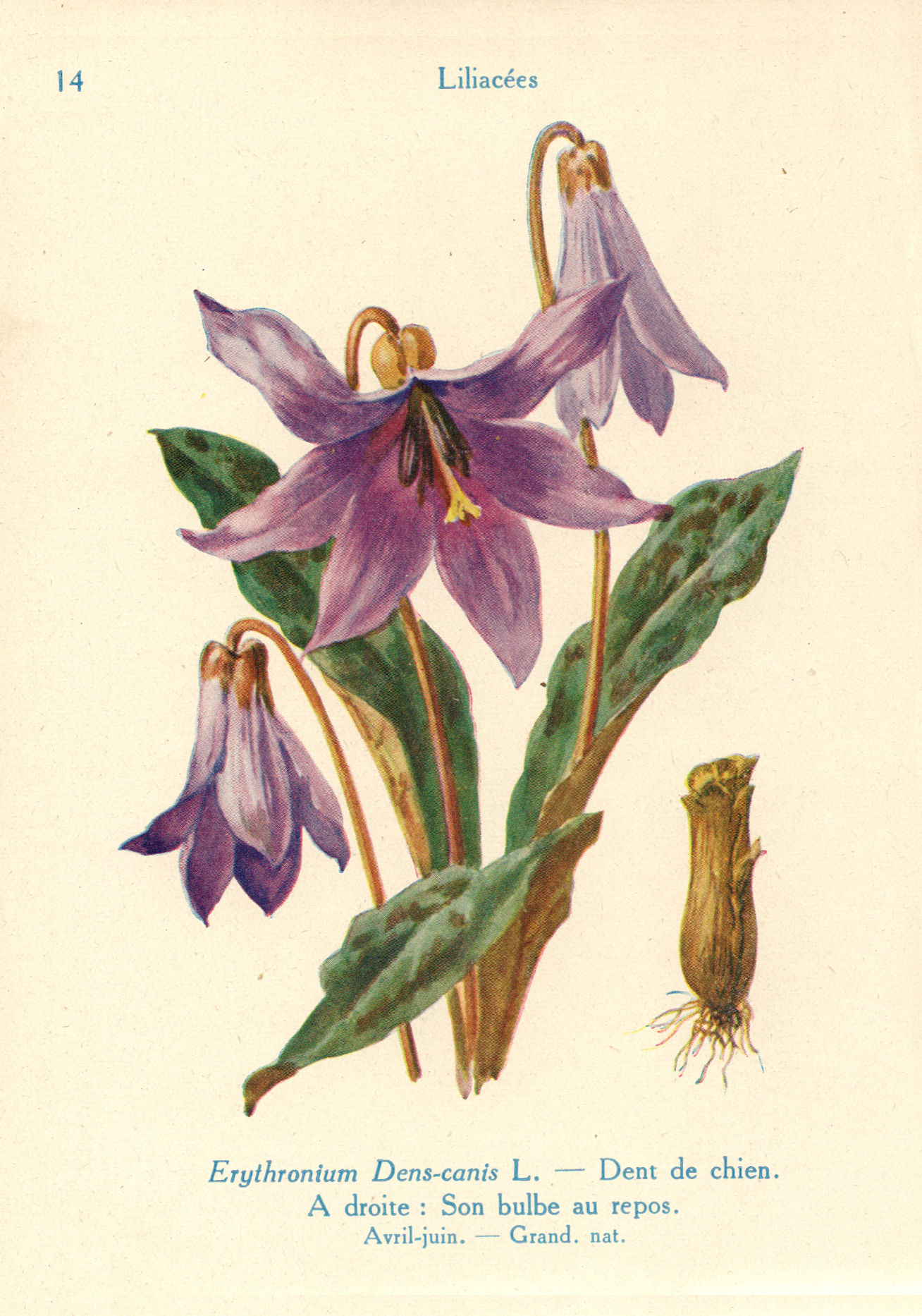
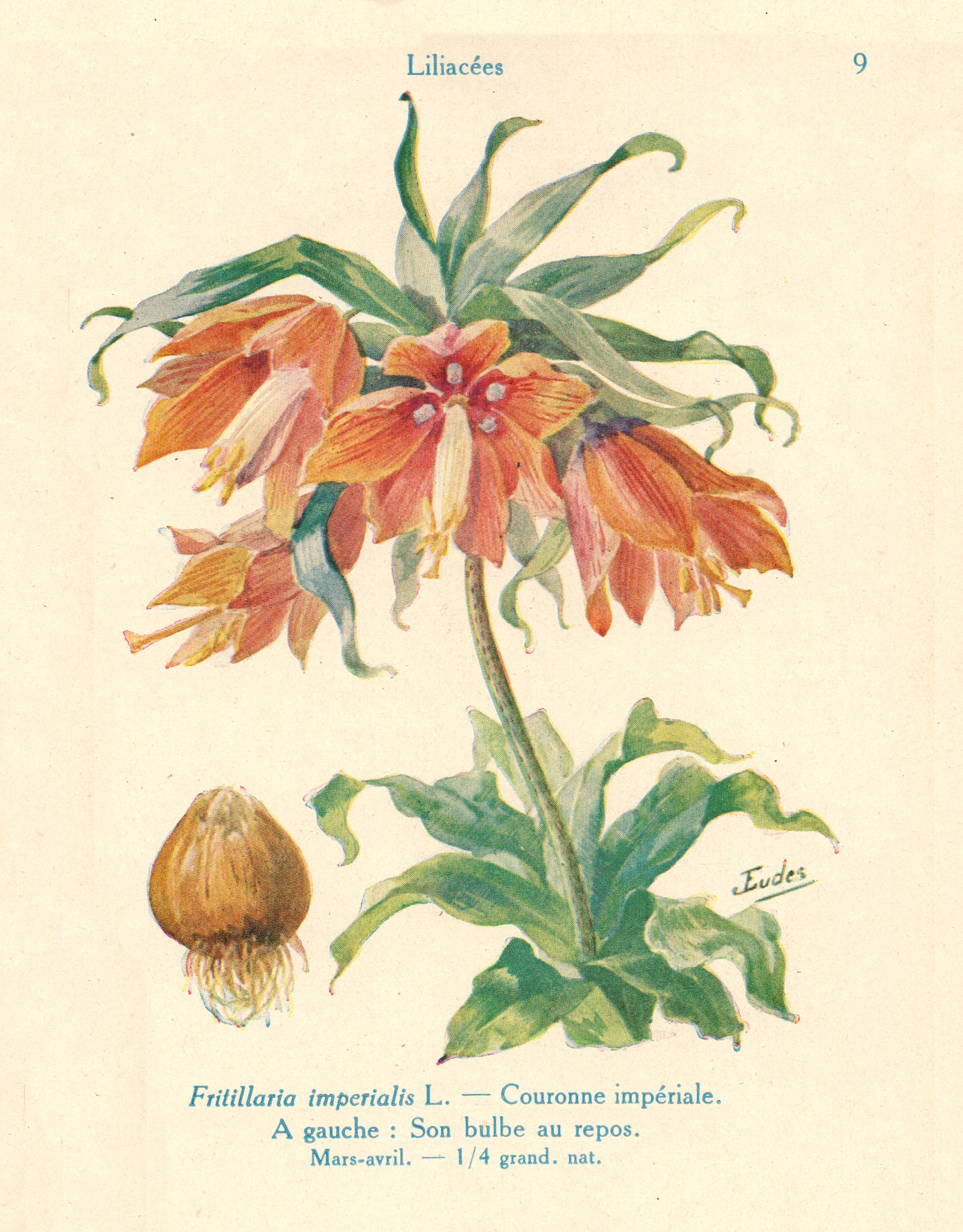
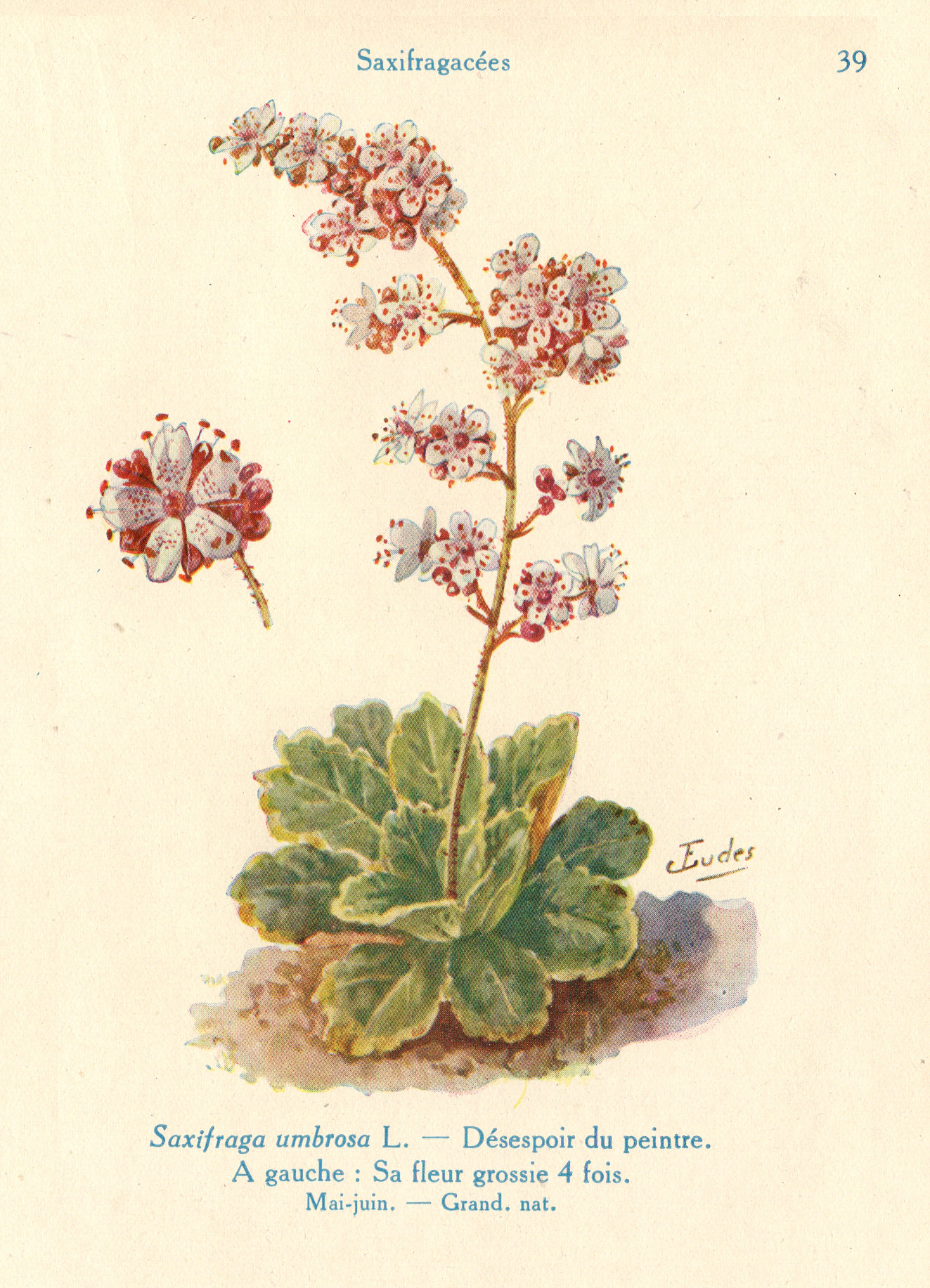